# ブレス しあわせの呼吸
『ブレス しあわせの呼吸』（ブレス しあわせのこきゅう、原題：Breathe）は、2017年のイギリスのドラマ・伝記映画。アンディ・サーキスの監督デビュー作で、脚本はウィリアム・ニコルソン。出演はアンドリュー・ガーフィールド、クレア・フォイ、ヒュー・ボネヴィル、トム・ホランダー、エド・スペリーアス、ディーン＝チャールズ・チャップマン。製作のジョナサン・カヴェンディッシュの両親の実話を基にしており、28歳でポリオに感染し首から下が麻痺になったロビン・カヴェンディッシュの人生が描かれる。
2017年9月11日、第42回トロント国際映画祭でワールドプレミアが行われた。アメリカではブリーカー・ストリートより2017年10月13日に、イギリスではSTXインターナショナルより同年10月27日に公開された。

## あらすじ
1958年、イギリス人のロビン・カヴェンディッシュは28歳でポリオに感染した。ダイアナと出会い、結婚したばかりのことだった。首から下が麻痺になり、人工呼吸器なしには呼吸もできなくなった彼は、余命数か月を宣告される。落ち込んだロビンは妻や生まれたばかりの息子のジョナサンを見ることも拒み、延命治療も望まなかったが、ダイアナは根気強く支え、次第にロビンも精神状態が改善していく。ダイアナは毎日彼の世話をするためにロビンと呼吸器を自宅に連れ戻そうと提案すると、ロビンもかなり明るくなった。2分間呼吸器を外すと死んでしまうと主張するエントウィッスル医師との激しい議論の末、他の医師やナースの助けも借り、ロビンは自宅に戻り息子にも会った。
ロビンはベビーカーから着想を得て、友人のテディに依頼し、呼吸器を備えたモバイルチェア(車椅子)を開発する。ダイアナと彼女の兄の助けも借りながら、その椅子でロビンは初めて旅行にも繰り出した。特製の車ごと貨物飛行機に乗って海外へも赴くロビン。モバイルチェアを広く普及させるために支援者を募り、1973年には、ドイツでの欧州会議に出席、病院に閉じ込められる苦しみを語り、理解を求めた。
大勢の友人に恵まれ、前向きに生きるロビン。だが、1981年に呼吸器から大量出血が起こった。機械に繋がれている肺が限界に達したのだ。回復は見込めないと悟ったロビンは旅立つ覚悟を決め、反対するダイアナを静かに諭した。お別れパーティーに集まり、明るく振る舞う友人たち。医師の処置を受けたロビンは、ダイアナとジョナサンに見守られながら眠るように息を引き取った。

## キャスト
- アンドリュー・ガーフィールド - ロビン・カヴェンディッシュ（英語版）
  - ハンサムで華やかで冒険的な男性。28歳でポリオによる深刻な麻痺となり[4]、余命3か月と申告されるが、イギリスのポリオ患者で最も長寿になるべく奮闘する[5]。
- クレア・フォイ - ダイアナ・カヴェンディッシュ
  - ロビンの妻[6][7]。
- ディーン＝チャールズ・チャップマン - ジョナサン・カヴェンディッシュ（英語版）[8]
  - ロビンとダイアナの息子。
- トム・ホランダー - ブロッグス、デヴィッド（二役）
  - ダイアナの双子の兄[9]。
- ヒュー・ボネヴィル - テディ・ホール
  - オックスフォード大学教授。ベッドから動けないロビンのために人工呼吸器付き車いすを開発する[10][11]。
- エドワード・スペーリアス - コリン・キャンベル　ロビンの親友
- ステファン・マンガン（英語版） - クレメント・エイトケン博士　障害研究財団理事長
- ベン・ロイド・ヒューズ（英語版） - ドン・マックイーン医師
- エド・スペリーアス - コリン・キャンベル
- スティーヴン・オドネル（英語版） - ハリー・テニスン
- ミランダ・レイゾン（英語版） - メアリー・ダウネイ
- ジョナサン・ハイド[12] - エントウィッスル医師
- アミット・シャー - カーン医師
- ペニー・ダウニー（英語版）- ティッド
- ダイアナ・リグ - ネヴィル
- ブライアン・ギルハム - ケーニャ産科医

## 製作
主人公のモデルとなった人物の息子であり本作のプロデューサーを務めるジョナサン・カヴェンディッシュは、本作の監督のアンディ・サーキスとともにイマジナリウム・プロダクションズを経営している。彼は本作の製作にあたり脚本をウィリアム・ニコルソンに依頼した。
撮影中、アンドリュー・ガーフィールドはロビン同様に動けない体勢を取り続けた。ガーフィールドはダイアナに対してソウルメイト以上の関係として演じ、「彼は物理的にも精神的にもダイアナに非常に依存していた」と述べている。ガーフィールドは実際のダイアナ、ジョナサン、彼らの友人や家族らと過ごし、ロビンの性格や「呼吸器の中の人格」を吸収したと語っている。
ダイアナを演じたクレア・フォイは、「最も重要なことはお互いの愛だった。彼女を過度に感傷的に描きたくはなくて、聖人や天使やすばらしい看護師に見られたいわけでもない。ただの愛だった」と述べている。ジョナサン・カヴェンディッシュによれば、彼の父親がポリオに罹って最初に考えたことは機械を切ることで、当時25歳のダイアナに「まだ君は人生をやり直せる」と言い聞かせていたという。フォイはこのエピソードから、「彼女はどこにも行かなかった。これは理解するのに最も簡単なことで、彼女が彼を愛していたということ。彼女は彼と常に一緒で、逃げ出すなんてことはない。選択肢にない」と語っている。

## 公開
2016年9月、ブリーカー・ストリートはアメリカでの配給権を獲得した。2017年2月、STXエンターテインメントがイギリスでの配給権を獲得した。
2017年9月11日、第42回トロント国際映画祭でワールドプレミアが行われた。第71回ロンドン映画祭のオープニング作品としても上映された。アメリカでは2017年10月13日に、イギリスでは同年10月27日に公開された。

## 評価

### 批評家の反応
映画批評集積サイトのRotten Tomatoesには148件のレビューがあり、批評家支持率は66%、平均点は10点満点で6.4点となっている。サイトの批評家の見解の要約は「本作の力強い演技は、現実の出来事に対して温かいアプローチを取っており、伝記映画に鋭さを加えている」となっている。また、Metacriticには28件のレビューがあり、加重平均値は51/100となっている。

### 受賞
| 年   | 賞/映画祭                          | カテゴリー                   | 受賞者                                                                       | 結果       |
| ---- | ---------------------------------- | ---------------------------- | ---------------------------------------------------------------------------- | ---------- |
| 2017 | 第26回フィラデルフィア映画祭       | 作品賞                       | アンディ・サーキス                                                           | ノミネート |
| 2017 | 第26回ハートランド映画祭           | Truly Moving Picture Award   | アンディ・サーキス、イマジナリウム・プロダクションズ、ブリーカー・ストリート | 受賞       |
| 2017 | 第20回英国インディペンデント映画賞 | メイクアップ・ヘアデザイン賞 | ジャン・シーウェル                                                           | ノミネート |
| 2017 | 第20回英国インディペンデント映画賞 | サウンド賞                   | サウンドチーム                                                               | ノミネート |